# Arthur Scherbius
Arthur Scherbius (Francoforte sul Meno, 20 ottobre 1878 – 13 maggio 1929) è stato un ingegnere e imprenditore tedesco che brevettò una macchina elettromeccanica per cifrare i messaggi, che in seguito venne chiamata Enigma.

## Biografia
Scherbius era figlio di un commerciante di Francoforte. Studiò elettrotecnica prima all'istituto tecnico di Monaco di Baviera, quindi a Hannover, dove si diplomò nel marzo del 1903. L'anno seguente scrisse una tesi intitolata Proposta per la costruzione di un regolatore indiretto per turbìne ad acqua, e conseguì la Laurea in Ingegneria. Negli anni seguenti Scherbius lavorò per diverse società elettriche in Germania e Svizzera.
Nel 1918 fondò la società Scherbius & Ritter. Realizzò moltissime invenzioni, tra le quali i motori asincroni, i cuscinetti elettrici, i materiali termo-resistenti in ceramica; in particolare le sue ricerche lo resero famoso per l'elaborazione dei principi sui motori asincroni, che lo condussero al brevetto del convertitore Scherbius, applicazione elettrotecnica di notevole importanza.
Il 23 febbraio 1918 Scherbius brevettò una macchina cifrante meccanica basata su dei rotori a cilindro, nota appunto come macchina a cilindri, ispirata al disco cifrante di Leon Battista Alberti. La società di Scherbius acquistò anche i diritti relativi a un'altra macchina a rotori di Hugo Koch, brevettata nel 1919. L'andamento blando degli affari rese necessario riorganizzare l'attività della società di Scherbius almeno due volte nel corso del 1920.
La macchina cifrante Enigma era inizialmente destinata al mercato commerciale. Ne furono realizzati diversi modelli, e uno di essi venne adottato, con le opportune modifiche, dalla Marina Militare tedesca nel 1926. Una nuova versione della macchina, con alcune modifiche rispetto a quella usata dalla marina, venne adottata anche dall'esercito tedesco. Scherbius non ebbe modo di seguire le interessanti vicende legate agli sforzi di Marian Rejewski e di Alan Turing per scoprire i segreti della sua macchina prima e durante la seconda guerra mondiale, poiché morì in un incidente occorsogli a cavallo nel 1929.